# Gears Tactics
Gears Tactics es un videojuego de estrategia por turnos desarrollado por Splash Damage en conjunto con The Coalition y publicado por Xbox Game studios. Es un spin-off de la franquicia 'Gears of War' y una precuela del  primer juego. El juego se lanzó primero para Microsoft Windows el 28 de abril de 2020 y posteriormente para Xbox One y  Xbox Series X / S el 10 de noviembre de 2020.